# Страта слонами

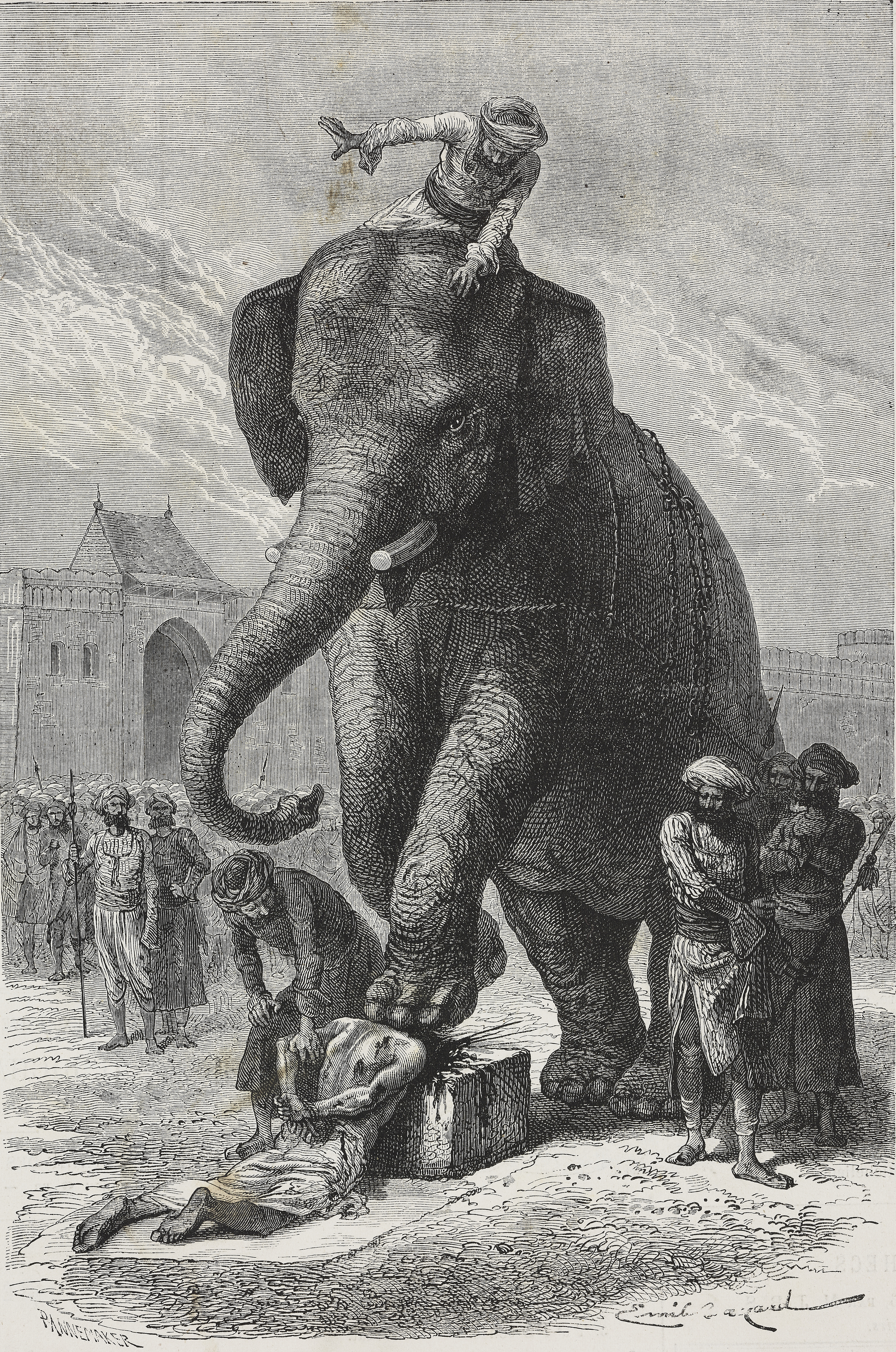
Страта слонами, з публікації французького мандрівника і географа Луї Русселе (1868 р.)

Страта слонами — метод виконання смертної кари, поширений у Південній та Південно-Східній Азії, зокрема в Індії. Полягає в затоптуванні особи, засудженої до смертної кари, спеціально навченими слонами. Як метод виконання смертної кари страта слонами відома з XIV ст., зокрема у Султанаті Делі ( на території сучасної Індії) та на Шрі-Ланці.